# Rushville (Illinois)
Rushville település az Amerikai Egyesült Államok Illinois államában, Schuyler megyében, melynek megyeszékhelye is. Lakosainak száma 3005 fő (2020. április 1.).

## Népesség
A település népességének változása:

| 2010 | 3 192 |
| 2020 | 3 005 |